# كارلوس أورتيغا (لاعب كرة قدم)
كارلوس أورتيغا (بالإسبانية: Carlos Ortega)‏ هو لاعب كرة قدم تشيلي، ولد في 25 مارس 1973 في تومي (تشيلي) في تشيلي.